# Alois Rieger

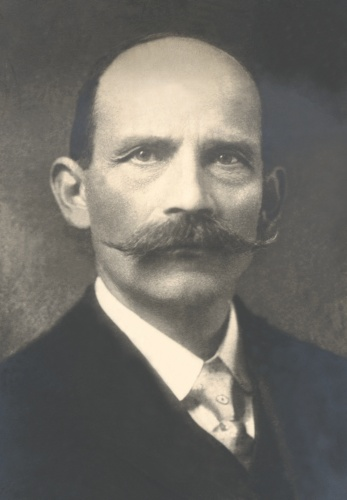
Alois Rieger

Alois Rieger (* 14. Februar 1869 in Rietsch bei Sternberg (Řídeč), Mähren; † 3. November 1951 in Weiterstadt, Deutschland) war ein österreichischer Politiker der Deutschradikalen Partei.

## Ausbildung, Beruf und Leben
Er wurde 1869 als siebtes von zehn Kindern des Landwirts Franz Rieger (1833–1915) und dessen Frau Franziska geboren. Nach dem Besuch der Volks- und Unterrealschule ging er an eine Fachschule für Weberei in Mährisch-Schönberg. Im Jahr 1891 wurde er Lehrer an der Fachschule für Weberei, 1892 übernahm er das väterliche Gut in Rietsch und wurde Erbgerichtsbesitzer.
Rieger heiratete 1895 Theresia Brückner, von der er sich 1924 scheiden ließ. Am 9. Oktober 1928 heiratete er im zweiter Ehe Aloisia König, mit der er einen Sohn bekam. Nach der Vertreibung der Familie aus der Tschechoslowakei ließ er sich im südhessischen Weiterstadt nieder, wo er bis zu seinem Tode blieb.

## Politische Funktionen und Mandate
- 1900–1923 Gemeindevorsteher bzw. Bürgermeister von Rietsch
- 1906–1913: Abgeordneter zum Mährischen Landtag
- 1911–1918: Abgeordneter des Abgeordnetenhauses im Reichsrat (XII. Legislaturperiode), Wahlbezirk Mähren (deutsch) 15, Deutscher Nationalverband (Deutschradikale Vereinigung)
- Obmann des politischen Vereins Deutscher Bürger und Bauern von Sternberg und Umgebung
- 21. Oktober 1918 bis 16. Februar 1919: Mitglied der Provisorischen Nationalversammlung, DnP